# Limonium hibericum
Limonium hibericum är en triftväxtart som beskrevs av Erben. Limonium hibericum ingår i släktet rispar, och familjen triftväxter. Inga underarter finns listade i Catalogue of Life.